# Gory Shchukina
Die Gory Shchukina (englische Transkription von russisch Горы Щукина Gory Schtschukina) ist eine isolierte Gruppe von Nunatakkern im ostantarktischen Königin-Maud-Land. Sie ragen etwa 60 km landeinwärts der Kronprinz-Olav-Küste aus dem antarktischen Eisschild auf.
Russische Wissenschaftler nahmen die Benennung vor. Der Namensgeber ist nicht überliefert.